# HD 131399 A b
HD 131399 A b — предполагавшаяся экзопланета у звезды HD 131399 A, входящей в тройную звёздную систему HD 131399. Находится в 320±23 св. годах от Солнца в созвездии Центавра. Остальные две звезды B и C вращаются вокруг общего центра масс и вместе — вокруг звезды HD 131399 A.
Наблюдения за объектом показали, что он имеет спектральный класс позднее, чем L0, а, может быть, K или M. Собственное движение «планеты» не совпадает с движением звезды HD 131399 A.

## Предполагавшиеся характеристики
Предполагалось, что планете около 16 млн лет, её масса составляет 4±1 массы Юпитера, а температура — 850 ± 50 K (580 ± 50 °C). В таком случае это была бы одна из самых холодных и маломассивных экзопланет, которые удалось заснять. Анализ в ближнем ИК-спектре (1,4—1,6 мкм) показал, что атмосфера состоит из воды и метана. Учёные считают, что жизнь на ней маловероятна из-за отсутствия твёрдой поверхности, жидкой воды и наличия сильных ветров, а также периодических дождей из жидкого железа в верхних слоях атмосферы. Один год на HD 131399 A b равен 550 земным. В течение 100—140 лет все три солнца видны весь день, таким образом, планета полностью освещена. Также наблюдаются двойные восходы и закаты. Когда одиночное солнце садится, два поднимаются.

## Открытие
«Открыта» была с помощью сферической линзы Very Large Telescope в Европейской Южной Обсерватории, находящейся в пустыне Атакама в Чили. Первая эккзопланета, открытая системой спектрополяриметра высокого контраста SPHERE (Spectro-Polarimetric High-contrast Exoplanet REsearch), установленного на Очень большом телескопе (VLT) Европейской Южной Обсерватории.